# Torneo de Reserva 2016
El Torneo de Reserva 2016 fue la septuagésimo sexta edición del certamen organizado por la Asociación del Fútbol Argentino. Inició el 5 de febrero de 2016 y finalizó el 31 de mayo. Participaron un total de 30 equipos, todos participantes de la Primera División 2016.
Los nuevos participantes fueron: Tucumán, que hizo su debut en el torneo, ya que en su última presencia en la temporada 2009-10 no participó; y Patronato, que también hizo su debut en el torneo.
Newell's Old Boys se consagró campeón por quinta vez tras vencer 3 a 2 a River Plate, en la final del campeonato.

## Equipos participantes
Participan los 30 equipos que compiten en la primera división.
| Equipo              | Ciudad                | Estadio                             | Capacidad |
| ------------------- | --------------------- | ----------------------------------- | --------- |
| Aldosivi            | Mar del Plata         | José María Minella                  | 35 350    |
| Argentinos Juniors  | Buenos Aires          | Diego Armando Maradona              | 24 380    |
| Arsenal             | Sarandí               | Julio Humberto Grondona             | 16 300    |
| Atlético de Rafaela | Rafaela               | Nuevo Monumental                    | 16 000    |
| Atlético Tucumán    | San Miguel de Tucumán | Monumental José Fierro              | 35 200    |
| Banfield            | Banfield              | Florencio Sola                      | 34 900    |
| Belgrano            | Córdoba               | Mario Alberto Kempes                | 57 000    |
| Boca Juniors        | Buenos Aires          | Alberto J. Armando                  | 49 000    |
| Colón               | Santa Fe              | Brigadier General Estanislao López  | 47 000    |
| Defensa y Justicia  | Gobernador Costa      | Norberto Tomaghello                 | 20 000    |
| Estudiantes         | La Plata              | Ciudad de La Plata                  | 53 000    |
| Gimnasia y Esgrima  | La Plata              | Juan Carmelo Zerillo                | 21 000    |
| Godoy Cruz          | Godoy Cruz            | Malvinas Argentinas                 | 40 270    |
| Huracán             | Buenos Aires          | Tomás Adolfo Ducó                   | 48 310    |
| Independiente       | Avellaneda            | Libertadores de América             | 45 560    |
| Lanús               | Lanús Este            | Ciudad de Lanús - Néstor Díaz Pérez | 46 620    |
| Newell's Old Boys   | Rosario               | Marcelo Bielsa                      | 38 095    |
| Olimpo              | Bahía Blanca          | Roberto Natalio Carminatti          | 15 000    |
| Patronato           | Paraná                | Presbítero Bartolomé Grella         | 23 500    |
| Quilmes             | Quilmes               | Centenario Dr. José Luis Meiszner   | 30 200    |
| Racing Club         | Avellaneda            | Presidente Perón                    | 50 000    |
| River Plate         | Buenos Aires          | Antonio Vespucio Liberti            | 61 320    |
| Rosario Central     | Rosario               | Gigante de Arroyito                 | 41 470    |
| San Lorenzo         | Buenos Aires          | Pedro Bidegain                      | 43 490    |
| San Martín          | San Juan              | Ingeniero Hilario Sánchez           | 19 000    |
| Sarmiento           | Junín                 | Eva Perón                           | 22 000    |
| Temperley           | Temperley             | Alfredo Beranger                    | 22 000    |
| Tigre               | Victoria              | José Dellagiovanna                  | 28 680    |
| Unión               | Santa Fe              | 15 de Abril                         | 26 000    |
| Vélez Sarsfield     | Buenos Aires          | José Amalfitani                     | 49 540    |

### Distribución geográfica de los equipos
| Región                                   | Cant. | Equipos                                                                                              |
| ---------------------------------------- | ----- | --- |
| Conurbano bonaerense                     | 9     | Arsenal, Banfield, Defensa y Justicia, Independiente, Lanús, Quilmes, Racing Club, Temperley y Tigre |
| Ciudad de Buenos Aires                   | 6     | Argentinos Juniors, Boca Juniors, Huracán, River Plate, San Lorenzo y Vélez Sarsfield                |
| Provincia de Santa Fe                    | 5     | Atlético de Rafaela, Colón, Newell's Old Boys, Rosario Central y Unión                               |
| Interior de la provincia de Buenos Aires | 3     | Aldosivi, Olimpo y Sarmiento                                                                         |
| Ciudad de La Plata                       | 2     | Estudiantes y Gimnasia y Esgrima                                                                     |
| Provincia de Córdoba                     | 1     | Belgrano                                                                                             |
| Provincia de Mendoza                     | 1     | Godoy Cruz                                                                                           |
| Provincia de Entre Ríos                  | 1     | Patronato                                                                                            |
| Provincia de Tucumán                     | 1     | Atlético Tucumán                                                                                     |
| Provincia de San Juan                    | 1     | San Martín                                                                                           |

## Sistema de disputa
Los equipos fueron ordenados en 2 zonas de 15 equipos cada una, separando a los equipos "clásicos" o en su defecto por cercanía geográfica. Se utilizará el sistema todos contra todos quedando libre un equipo de cada grupo por fecha, esos equipos libres (que son los clásicos) no se enfrentaron en la misma fecha como ocurrió con la Primera División. Y tampoco se jugó la 12° fecha, exclusiva para los clásicos jugándose el partido revancha invirtiendo la localía. Los ganadores de cada zona se enfrentaran en una final para definir al campeón. La tabla de posiciones del cada zona se estableció por acumulación de puntos, en caso de igualdad de puntos define la diferencia de goles o en su defecto los goles anotados.

## Zona 1
| Pos. | Equipo          | Pts. | PJ | PG | PE | PP | GF | GC | Dif. |
| ---- | --------------- | ---- | -- | -- | -- | -- | -- | -- | ---- |
| 1.º  | River Plate     | 35   | 16 | 10 | 5  | 1  | 27 | 16 | 11   |
| 2.º  | Vélez Sarsfield | 33   | 16 | 11 | 0  | 5  | 30 | 18 | 12   |
| 3.º  | Godoy Cruz      | 26   | 15 | 8  | 2  | 5  | 25 | 27 | −2   |
| 4.º  | San Lorenzo     | 26   | 16 | 7  | 5  | 4  | 27 | 15 | 12   |
| 5.º  | Belgrano        | 22   | 14 | 6  | 4  | 4  | 17 | 16 | 1    |
| 6.º  | Quilmes         | 22   | 14 | 6  | 4  | 4  | 12 | 13 | −1   |
| 7.º  | Independiente   | 19   | 13 | 5  | 4  | 4  | 22 | 14 | 8    |
| 8.º  | Olimpo          | 19   | 15 | 5  | 4  | 6  | 17 | 18 | −1   |
| 9.º  | Banfield        | 18   | 14 | 5  | 3  | 6  | 19 | 24 | −5   |
| 10.º | Gimnasia LP     | 17   | 14 | 5  | 2  | 7  | 23 | 20 | 3    |
| 11.º | Rosario Central | 17   | 14 | 4  | 5  | 5  | 22 | 22 | 0    |
| 12.º | Patronato       | 15   | 13 | 4  | 3  | 6  | 15 | 22 | −7   |
| 13.º | Arsenal         | 10   | 13 | 1  | 7  | 5  | 7  | 12 | −5   |
| 14.º | Colón           | 9    | 13 | 2  | 3  | 8  | 13 | 24 | −11  |
| 15.º | Sarmiento       | 8    | 14 | 1  | 5  | 8  | 18 | 30 | −12  |

## Zona 2
| Pos. | Equipo             | Pts. | PJ | PG | PE | PP | GF | GC | Dif. |
| ---- | ------------------ | ---- | -- | -- | -- | -- | -- | -- | ---- |
| 1.º  | Newell's           | 32   | 16 | 10 | 2  | 4  | 30 | 15 | 15   |
| 2.º  | Lanús              | 32   | 16 | 9  | 5  | 2  | 27 | 12 | 15   |
| 3.º  | Racing             | 31   | 16 | 9  | 4  | 3  | 32 | 13 | 19   |
| 4.º  | Unión              | 30   | 16 | 9  | 3  | 4  | 26 | 16 | 10   |
| 5.º  | Huracán            | 29   | 16 | 9  | 2  | 5  | 27 | 21 | 6    |
| 6.º  | Boca Juniors       | 27   | 16 | 7  | 6  | 3  | 28 | 15 | 13   |
| 7.º  | Estudiantes LP     | 25   | 15 | 7  | 4  | 4  | 23 | 19 | 4    |
| 8.º  | Defensa y Justicia | 18   | 16 | 5  | 3  | 8  | 26 | 33 | −7   |
| 9.º  | Tigre              | 17   | 15 | 4  | 5  | 6  | 22 | 23 | −1   |
| 10.º | Argentinos Juniors | 15   | 14 | 4  | 3  | 7  | 15 | 18 | −3   |
| 11.º | Atlético Tucumán   | 14   | 16 | 4  | 2  | 10 | 18 | 37 | −19  |
| 12.º | San Martín         | 13   | 15 | 3  | 4  | 8  | 18 | 29 | −11  |
| 13.º | Aldosivi           | 12   | 15 | 3  | 3  | 9  | 9  | 21 | −12  |
| 14.º | Atlético Rafaela   | 10   | 13 | 3  | 1  | 9  | 15 | 26 | −11  |
| 15.º | Témperley          | 9    | 13 | 2  | 3  | 8  | 5  | 26 | −21  |

## Resultados
| Fecha 1            | Fecha 1   | Fecha 1                 | Fecha 1                   | Fecha 1      | Fecha 1 |
| ------------------ | --------- | ----------------------- | ------------------------- | ------------ | ------- |
| Zona 1             |           |                         |                           |              |         |
| Local              | Resultado | Visitante               | Estadio                   | Fecha        | Hora    |
| Banfield           | 0 - 2     | Gimnasia y Esgrima (LP) | Luis Guillón              | 5 de febrero | 09:00   |
| Patronato          | 0 - 2     | San Lorenzo             | La Capillita              | 6 de febrero | 09:00   |
| Colón              | 0 - 1     | Arsenal                 | Rafael Batres             | 6 de febrero | 17:00   |
| Independiente      | 3 - 0     | Belgrano                | Villa Domínico            | 7 de febrero | 09:00   |
| Rosario Central    | 0 - 3     | Godoy Cruz              | Arroyo Seco               | 24 de marzo  | 10:30   |
| Sarmiento          | 1 - 3     | Vélez Sarsfield         | Eva Perón                 | 30 de marzo  | 15:30   |
| River Plate        | 0 - 0     | Quilmes                 | Monumental                | 18 de mayo   | 11:00   |
| Zona 2             |           |                         |                           |              |         |
| Local              | Resultado | Visitante               | Estadio                   | Fecha        | Hora    |
| Temperley          | 1 - 1     | Boca Juniors            | Alfredo Beranger          | 5 de febrero | 09:00   |
| Argentinos Juniors | 0 - 0     | Tigre                   | C.E.F.F.A.                | 6 de febrero | 09:00   |
| Huracán            | 1 - 0     | Atlético de Rafaela     | La Quemita                | 6 de febrero | 09:00   |
| San Martín (SJ)    | 2 - 1     | Newell's Old Boys       | Ingeniero Hilario Sánchez | 6 de febrero | 09:00   |
| Atlético Tucumán   | 0 - 5     | Racing Club             | José Salmoiraghi          | 7 de febrero | 09:00   |
| Defensa y Justicia | 3 - 2     | Unión                   | Norberto Tomaghello       | 8 de febrero | 09:00   |
| Estudiantes (LP)   | 0 - 1     | Lanús                   | Monumental                | 18 de mayo   | 11:00   |
| Interzonal         |           |                         |                           |              |         |
| Local              | Resultado | Visitante               | Estadio                   | Fecha        | Hora    |
| Aldosivi           | 0 - 0     | Olimpo                  | Salvador Vuoso            | 6 de febrero | 09:00   |

## Final
Los ganadores de cada zona, Newell's Old Boys y River Plate, se enfrentaron en único partido para definir al campeón, el estadio de la disputa fue elegido por sorteo.
| Final                                  | Final     | Final          | Final          | Final      | Final |
| Ganador Zona 2                         | Resultado | Ganador Zona 1 | Estadio        | Fecha      | Hora  |
| -------------------------------------- | --------- | -------------- | -------------- | ---------- | ----- |
| Newell's Old Boys                      | 3 - 2     | River Plate    | Marcelo Bielsa | 31 de mayo | 14:00 |
| Newell's Old Boys se consagró campeón. |           |                |                |            |       |

### Ficha
| 1     | POR   | Ezequiel Unsain       |    |
| 4     | DEF   | Lionel Monzón         |    |
| 2     | DEF   | Maximiliano Pollacchi |    |
| 6     | DEF   | Lisandro Martínez     |    |
| 3     | DEF   | Milton Valenzuela     |    |
| 8     | MED   | Braian Rivero         |    |
| 5     | MED   | Iván Silva            |    |
| 10    | MED   | Emiliano Franco       | 69 |
| 7     | DEL   | Milton Treppo         |    |
| 9     | DEL   | Matías Tissera        | 71 |
| 11    | DEL   | Rodolfo Rotondi       | 86 |
| D. T. | D. T. | Juan Pablo Vojvoda    |    |

| 1     | POR   | Maximiliano Velazco |    |
| 4     | DEF   | Pablo Carreras      |    |
| 2     | DEF   | Kevin Sibille       |    |
| 6     | DEF   | Franco Federico     | 89 |
| 3     | DEF   | Luis Olivera        |    |
| 8     | MED   | Exequiel Palacios   | 76 |
| 5     | MED   | Dante Morán Correa  |    |
| 7     | MED   | Franco López        | 45 |
| 10    | MED   | Nicolás Godoy       |    |
| 11    | MED   | Claudio Salto       |    |
| 9     | DEL   | Nicolás Franco      |    |
| D. T. | D. T. | Facundo Villalba    |    |

| 15 | Centrocampista | Maximiliano Ribero | 69 |
| 17 | Delantero      | Joaquín Torres     | 71 |
| 14 | Delantero      | Leonel Ferroni     | 86 |

| 17 | Centrocampista | Abel Casquete    | 45 |
| 18 | Centrocampista | Emanuel Ventos   | 76 |
| 15 | Defensa        | Lautaro Arellano | 89 |

| 10' · 44' · 50' | Iván Silva Matías Tissera | 1:0 2:0 3:0 |

| 52' · 87' | Claudio Salto Abel Casquete | 3:1 3:2 |

| Principal | Sebastián Martínez |

| 1     | POR   | Ezequiel Unsain       |    |
| 4     | DEF   | Lionel Monzón         |    |
| 2     | DEF   | Maximiliano Pollacchi |    |
| 6     | DEF   | Lisandro Martínez     |    |
| 3     | DEF   | Milton Valenzuela     |    |
| 8     | MED   | Braian Rivero         |    |
| 5     | MED   | Iván Silva            |    |
| 10    | MED   | Emiliano Franco       | 69 |
| 7     | DEL   | Milton Treppo         |    |
| 9     | DEL   | Matías Tissera        | 71 |
| 11    | DEL   | Rodolfo Rotondi       | 86 |
| D. T. | D. T. | Juan Pablo Vojvoda    |    |

| 1     | POR   | Maximiliano Velazco |    |
| 4     | DEF   | Pablo Carreras      |    |
| 2     | DEF   | Kevin Sibille       |    |
| 6     | DEF   | Franco Federico     | 89 |
| 3     | DEF   | Luis Olivera        |    |
| 8     | MED   | Exequiel Palacios   | 76 |
| 5     | MED   | Dante Morán Correa  |    |
| 7     | MED   | Franco López        | 45 |
| 10    | MED   | Nicolás Godoy       |    |
| 11    | MED   | Claudio Salto       |    |
| 9     | DEL   | Nicolás Franco      |    |
| D. T. | D. T. | Facundo Villalba    |    |

| 15 | Centrocampista | Maximiliano Ribero | 69 |
| 17 | Delantero      | Joaquín Torres     | 71 |
| 14 | Delantero      | Leonel Ferroni     | 86 |

| 17 | Centrocampista | Abel Casquete    | 45 |
| 18 | Centrocampista | Emanuel Ventos   | 76 |
| 15 | Defensa        | Lautaro Arellano | 89 |

| 10' · 44' · 50' | Iván Silva Matías Tissera | 1:0 2:0 3:0 |

| 52' · 87' | Claudio Salto Abel Casquete | 3:1 3:2 |

| Principal | Sebastián Martínez |

| 1     | POR   | Ezequiel Unsain       |    |
| 4     | DEF   | Lionel Monzón         |    |
| 2     | DEF   | Maximiliano Pollacchi |    |
| 6     | DEF   | Lisandro Martínez     |    |
| 3     | DEF   | Milton Valenzuela     |    |
| 8     | MED   | Braian Rivero         |    |
| 5     | MED   | Iván Silva            |    |
| 10    | MED   | Emiliano Franco       | 69 |
| 7     | DEL   | Milton Treppo         |    |
| 9     | DEL   | Matías Tissera        | 71 |
| 11    | DEL   | Rodolfo Rotondi       | 86 |
| D. T. | D. T. | Juan Pablo Vojvoda    |    |

| 1     | POR   | Maximiliano Velazco |    |
| 4     | DEF   | Pablo Carreras      |    |
| 2     | DEF   | Kevin Sibille       |    |
| 6     | DEF   | Franco Federico     | 89 |
| 3     | DEF   | Luis Olivera        |    |
| 8     | MED   | Exequiel Palacios   | 76 |
| 5     | MED   | Dante Morán Correa  |    |
| 7     | MED   | Franco López        | 45 |
| 10    | MED   | Nicolás Godoy       |    |
| 11    | MED   | Claudio Salto       |    |
| 9     | DEL   | Nicolás Franco      |    |
| D. T. | D. T. | Facundo Villalba    |    |

| 15 | Centrocampista | Maximiliano Ribero | 69 |
| 17 | Delantero      | Joaquín Torres     | 71 |
| 14 | Delantero      | Leonel Ferroni     | 86 |

| 17 | Centrocampista | Abel Casquete    | 45 |
| 18 | Centrocampista | Emanuel Ventos   | 76 |
| 15 | Defensa        | Lautaro Arellano | 89 |

| 10' · 44' · 50' | Iván Silva Matías Tissera | 1:0 2:0 3:0 |

| 52' · 87' | Claudio Salto Abel Casquete | 3:1 3:2 |

| Principal | Sebastián Martínez |

| 1     | POR   | Ezequiel Unsain       |    |
| 4     | DEF   | Lionel Monzón         |    |
| 2     | DEF   | Maximiliano Pollacchi |    |
| 6     | DEF   | Lisandro Martínez     |    |
| 3     | DEF   | Milton Valenzuela     |    |
| 8     | MED   | Braian Rivero         |    |
| 5     | MED   | Iván Silva            |    |
| 10    | MED   | Emiliano Franco       | 69 |
| 7     | DEL   | Milton Treppo         |    |
| 9     | DEL   | Matías Tissera        | 71 |
| 11    | DEL   | Rodolfo Rotondi       | 86 |
| D. T. | D. T. | Juan Pablo Vojvoda    |    |

| 1     | POR   | Maximiliano Velazco |    |
| 4     | DEF   | Pablo Carreras      |    |
| 2     | DEF   | Kevin Sibille       |    |
| 6     | DEF   | Franco Federico     | 89 |
| 3     | DEF   | Luis Olivera        |    |
| 8     | MED   | Exequiel Palacios   | 76 |
| 5     | MED   | Dante Morán Correa  |    |
| 7     | MED   | Franco López        | 45 |
| 10    | MED   | Nicolás Godoy       |    |
| 11    | MED   | Claudio Salto       |    |
| 9     | DEL   | Nicolás Franco      |    |
| D. T. | D. T. | Facundo Villalba    |    |

| 15 | Centrocampista | Maximiliano Ribero | 69 |
| 17 | Delantero      | Joaquín Torres     | 71 |
| 14 | Delantero      | Leonel Ferroni     | 86 |

| 17 | Centrocampista | Abel Casquete    | 45 |
| 18 | Centrocampista | Emanuel Ventos   | 76 |
| 15 | Defensa        | Lautaro Arellano | 89 |

| 10' · 44' · 50' | Iván Silva Matías Tissera | 1:0 2:0 3:0 |

| 52' · 87' | Claudio Salto Abel Casquete | 3:1 3:2 |

| Principal | Sebastián Martínez |

| Campeón Newell's Old Boys 5.to título |

## Goleadores
| Jugador          | Goles | Equipo                        |
| ---------------- | ----- | ----------------------------- |
| Lautaro Martínez | 11    | Racing                        |
| Joaquin de Aspe  | 11    | Independiente                 |
| Iván Ramírez     | 9     | Gimnasia y Esgrima (La Plata) |
| Matías Tissera   | 8     | Newell's Old Boys             |